# Venthône
Venthône foi uma comuna da Suíça, no Cantão Valais, com cerca de 1.014 habitantes. Estendia-se por uma área de 2,5 km², de densidade populacional de 406 hab/km². Confinava com as seguintes comunas: Miège, Mollens, Randogne, Sierre, Veyras. 
A língua oficial nesta comuna era o Francês.

## História
Em 1 de janeiro de 2021, passou a formar parte da comuna de Noble-Contrée.